# Poecilobrium chalybaeum
Poecilobrium chalybaeum là một loài bọ cánh cứng trong họ Cerambycidae.